# Der Richter, den sie Sheriff nannten
Der Richter, den sie Sheriff nannten ist ein französischer Kriminalfilm von Yves Boisset aus dem Jahr 1977. In der DDR lief er unter dem Titel Richter Fayard, genannt "Der Sheriff".

## Handlung
Jean-Marie Fayard arbeitet als Untersuchungsrichter in einer Kleinstadt in Frankreich. Er ist integer, wendet jedoch ruppige Methoden an, um Ergebnisse zu erzielen. Unter anderem lässt er den Direktor der Fabrik Camus verhaften, als in seiner Fabrik zum dritten Mal in drei Jahren ein Mann zu Tode kommt. Camus’ Beziehungen führen zu einer raschen Freilassung, während Fayard der Fall prompt entzogen wird. Unterdessen wird eine Tankstelle überfallen und einer der Täter, Paulo, kurz darauf verhaftet. Paulo arbeitet bei einer Wachfirma, die von Xavier Marcheron geleitet wird. Seine Kollegen decken Paulo, doch kann Fayard sie der Falschaussage überführen. Marcheron wiederum wird wegen Paulos Verhalten zu seinem Chef gerufen – zum vorgeblichen Weinhändler Joanno, der unter dem Namen „Capitaine“ bekannt ist. Kurz darauf wird Marcherons Leiche auf einer Baustelle gefunden.
Fayard sucht Paulo in seiner Zelle auf und erfährt von ihm, dass Marcheron von den Männern des „Doktors“ Simon Pradal umgebracht wurde, der wie Paulo im Gefängnis sitzt und Kopf einer „Stéphanois“ genannten Bande ist. Da Paulo in Freiheit tot wäre, gibt er den Tankstellenüberfall zu und verrät Fayard zudem, dass eine Reihe von bisher unauffälligen Verbrechern einen spektakulären Raub planen, zu dem sie auch den Doktor aus dem Gefängnis befreien wollen. Tatsächlich gelingt dem Doktor kurze Zeit später unter Mithilfe des Capitaine die Flucht aus dem Gefängnis. Fayards Fall ist die Untersuchung des Mordes an Marcheron, doch lassen sich auch vom Doktor Spuren zu Marcheron finden: Dieser war am Vortag in einer Bar, die der Freundin des Doktors gehört. Fayard sucht die Bar auf und droht mit Hausdurchsuchung. Kurz darauf erhält er einen Drohbrief; zudem wird in seine Wohnung eingebrochen und der Hase seiner Freundin bestialisch ermordet.
Die Bande um den Doktor und den Capitaine bereiten mithilfe von Daten, die der Generaldirektor einer Handelsgesellschaft, Lucien Degueldre – genannt Monsieur Paul –, für sie besorgt hat, den Überfall auf einen Geldtransporter vor, der 850 Millionen Francs geladen hat. Degueldres Informanten, er selbst sowie die Leute des Doktor erhalten je ein Drittel des erbeuteten Geldes. Der Überfall wird in einem Tunnel durchgeführt; die Bande erbeutet das Geld, doch wird der Gangster Bouvine angeschossen und von seinen Leuten am Tatort zurückgelassen. Auch ein Wächter wird erschossen und die Kugeln sind die gleichen wie die, die sich in Marcherons Körper fanden. Das erbeutete Geld wird unterdessen vom Capitaine an Monsieur Paul weitergegeben, der es in einer Schweizer Bank einzahlt. Bei ihm befindet sich der Abgeordnete Chalabert.
Fayard befragt Bouvine nach den Hintermännern des Überfalls und der verrät seine Mitstreiter. Zudem gibt er zu, dass der Capitaine Marcheron erschossen habe, allerdings nur auf Befehl eines gewissen Monsieur Paul, der Gelder in der Schweiz waschen lasse. Fayard lässt die bekannten Täter festnehmen, doch haben sie ein Alibi. Bouvine wiederum wird im Krankenhaus vom Capitaine ermordet, bevor er eine weitere Aussage tätigen kann. Bei den Festgenommenen finden sich Streichhölzer eines Landsitzes, den Fayard durchsuchen lässt. Dabei werden sowohl der Doktor als auch der Capitaine, die sich hier versteckt hielten, erschossen. Der Landsitz wiederum gehört der Handelsgesellschaft, deren Direktor Degueldre ist. Dieser nutzte während der Schlacht von  Algier den Decknamen „Monsieur Paul“. Untersuchungsrichters Jacques Steiner, der Fayard die Daten zur Handelsgesellschaft und Degueldre besorgt hat, warnt Fayard vor Degueldre, der ein hohes Tier sei. Auch weitere Spuren scheinen zu Degueldre zu führen, so ist er regionaler Leiter des Service d’action civique, dem auch zahlreiche Beteiligte des Transporterüberfalls und auch der Doktor sowie Marcheron angehörten. Die Vernehmung Degueldres führt beinahe zum Eklat; Degueldre droht Fayard. Der stellt Verbindungen zwischen Degueldre und den Doktor her, die sich beide aus Kriegszeiten kennen. Generalstaatsanwalt Arnould ist bei der Vernehmung anwesend. Er bietet Fayard kurz darauf den Posten des 1. Substitut in Bordeaux an. Fayard jedoch forscht weiter und findet mithilfe von Jacques Steiner heraus, dass zu den Aktionären der Handelsgesellschaft auch Politiker wie der Abgeordnete Chalabert und Staatssekretär Valentis gehören. Kurz darauf wird Fayard der Fall entzogen. Auf dem Heimweg mit seiner Freundin wird Fayard wenig später auf offener Straße erschossen.
Einige Zeit später feiert die Fabrik Camus die Übernahme durch Degueldres Handelsgesellschaft. Zur Feier sind bekannte Gesichter erschienen: Staatssekretär Valentis, der Abgeordnete Chalabert, Gerichtspräsident Chazerand, Degueldre und Generalstaatsanwalt Arnould. Auch Jacques Steiner ist anwesend und bittet Arnould, von ihm Fayards Fall übertragen zu bekommen. Er wisse, wer für den Mord am Richter verantwortlich sei, und warum er habe sterben müssen. Die Täter seien sogar bei der Feier anwesend. Arnould wiegelt ab, so habe Fayard eine leere Strafakte hinterlassen, die keine weitere Verfolgung möglich mache. Steiner eröffnet ihm, dass Fayard ihm sämtliche Akten gegeben habe und er sie bereits vervielfältigt und an Kollegen weitergegeben habe, die im Ernstfall auch für ihn einspringen könnten. Arnould wirft ihm vor, Fayard zu den Ermittlungen getrieben zu haben und somit auch für seinen Tod verantwortlich zu sein. Steiners Bitte, den Fall Fayard übertragen zu bekommen, ignoriert Arnould und geht.

## Produktion
Der Richter, den sie Sheriff nannten beruht auf einem wahren Fall: Im Jahr 1975 war der als „Korruptionsjäger“ bekannte Ermittlungsrichter François Renaud in Lyon unter nie geklärten Umständen ermordet worden. Der Film wurde in Aix-en-Provence und Saint-Etienne gedreht. Die Kostüme schuf Manuel Tortosa, die Filmbauten stammen von Serge Sommier. Aufgrund der Bezüge zum realen Fall stand der Film in Frankreich kurz vor einem Verbot.
Der Richter, den sie Sheriff nannten lief am 12. Januar 1977 in den französischen Kinos an, wo er von rund 1.758.000 Zuschauern gesehen wurde. Am 4. Dezember 1978 wurde der Film in der ARD im deutschen Fernsehen gezeigt. Der Film lief am 16. Februar 1979 in den Kinos der DDR an; das DFF 1 zeigte ihn am 23. Dezember 1979 erstmals im Fernsehen der DDR.

## Synchronisation
| Rolle                   | Darsteller        | Synchronsprecher DDR/DEFA |
| ----------------------- | ----------------- | ------------------------- |
| Jean-Marie Fayard       | Patrick Dewaere   | Michael Christian         |
| Michelle Louvier        | Aurore Clément    | Angelika Waller           |
| Inspektor Marec         | Philippe Léotard  | Manfred Wagner            |
| Arnould                 | Jean Bouise       | Hasso Zorn                |
| Xavier Marcheron        | Daniel Ivernel    | Hans-Joachim Hanisch      |
| Picot                   | Henri Garcin      | Ezard Haußmann            |
| Joanno                  | Marcel Bozzuffi   | Karl Sturm                |
| Lecca                   | Yves Afonso       | Ernst Meincke             |
| Paul „Paulo“ Lecourtois | Roland Blanche    | Günter Schubert           |
| José Bouvine            | François Dyrek    | Roland Knappe             |
| Davoust                 | Bernard Giraudeau | Reinhard Kuhnert          |
| Jenny Alfaric           | Myriam Mézières   | Jessy Rameik              |

## Kritik
Für den film-dienst war Der Richter, den sie Sheriff nannten ein „perfekt inszenierter Thriller, der vor allem die von Mißtrauen, Angst, Intoleranz und Fremdenfeindlichkeit geprägte Atmosphäre des Kleinstadtmilieus hervorragend einfängt.“ „Geballte Spannung, mit Rückgrat gemacht“, fasste Cinema zusammen.

## Auszeichnungen
Der Richter, den sie Sheriff nannten erhielt 1978 drei César-Nominierungen: in der Kategorie Bester Hauptdarsteller (Patrick Dewaere) sowie zwei Nominierungen in der Kategorie Bester Nebendarsteller (Philippe Léotard, Jean Bouise). Bereits 1976 hatte Yves Boisset für diesen Film den Louis-Delluc-Preis erhalten.